# Bahnstrecke Brahlstorf–Neuhaus
| Sudebrücke bei Preten |                      |                                           |                                           |
| Kursbuchstrecke: | 106p (1934)          |                                           |                                           |
| Streckenlänge: | 10,7 km              |                                           |                                           |
| Spurweite: | 1435 mm (Normalspur) |                                           |                                           |
| Maximale Neigung: | 3,3 ‰                |                                           |                                           |
| Minimaler Radius: | 370 m                |                                           |                                           |
| |                      |                                           |                                           |
| \| \| \| von Berlin \| \| \| \| 0,0 \| Brahlstorf \| Brahlstorf \| \| \| \| nach Hamburg \| \| \| \| \| Landesgrenze Mecklenburg/Preußen bis 1945 \| \| \| \| 5,4 \| \| \| \| \| 5,7 \| Preten \| Preten \| \| \| 6,1 \| Sude (79 m) \| Sude (79 m) \| \| \| 7,7 \| Dellien \| Dellien \| \| \| 10,7 \| Neuhaus (Elbe) \| Neuhaus (Elbe) \| |                      |                                           |                                           |
| Strecke |                      | von Berlin                                | von Berlin                                |
| Bahnhof | 0,0                  | Brahlstorf                                | Brahlstorf                                |
| Abzweig ehemals geradeaus und nach rechts |                      | nach Hamburg                              | nach Hamburg                              |
| Grenze (Strecke außer Betrieb) |                      | Landesgrenze Mecklenburg/Preußen bis 1945 | Landesgrenze Mecklenburg/Preußen bis 1945 |
| Brücke (Strecke außer Betrieb) | 5,4                  |                                           |                                           |
| Bahnhof (Strecke außer Betrieb) | 5,7                  | Preten                                    | Preten                                    |
| Brücke über Wasserlauf (Strecke außer Betrieb) | 6,1                  | Sude (79 m)                               | Sude (79 m)                               |
| Bahnhof (Strecke außer Betrieb) | 7,7                  | Dellien                                   | Dellien                                   |
| Kopfbahnhof Streckenende (Strecke außer Betrieb) | 10,7                 | Neuhaus (Elbe)                            | Neuhaus (Elbe)                            |

Die Bahnstrecke Brahlstorf–Neuhaus war eine normalspurige Eisenbahnstrecke in Mecklenburg-Vorpommern und Niedersachsen. Erbaut und betrieben wurde die 1912 eröffnete Strecke, welche Brahlstorf mit dem heutigen Amt Neuhaus verband, zunächst von der Kleinbahn Neuhaus-Brahlstorf GmbH. Die Strecke diente nur dem lokalen Verkehrsbedürfnis, Transportgüter waren vor allem landwirtschaftliche Produkte, Vieh und Holz, während der Personenverkehr stets bescheiden blieb. 1949 übernahm die Deutsche Reichsbahn die etwa 11 km lange Strecke. Der Personenverkehr wurde 1968 eingestellt, Güterverkehr fand noch bis 1972 statt, anschließend wurden die Gleise abgebaut.

## Geschichte

### Vorgeschichte und Bau
Die 1846/1847 eröffnete Berlin-Hamburger Eisenbahn berührte Neuhaus nicht, da sie über Ludwigslust und Hagenow geführt wurde, um von dort Rostock, Schwerin und Wismar anzuschließen. Obwohl der Bahnhof Brahlstorf an der Berlin-Hamburger Eisenbahn nur etwa zehn Kilometer entfernt lag, führte der Weg dahin durch das häufig überschwemmte Niederungsgebiet der Sude. Erst 1880 erhielt Neuhaus über einen Damm eine feste Straße zum Bahnhof Brahlstorf. Bereits seit dem Ende des 19. Jahrhunderts wünschten sich die Bewohner von Neuhaus einen Eisenbahnanschluss. Durch die rechtselbische Lage wäre ein Anschluss an das bestehende Eisenbahnnetz der Provinz Hannover – in der Neuhaus lag – nur mit einer kostspieligen Brücke über die Elbe möglich gewesen, daher wurden andere Projekte Richtung Mecklenburg bevorzugt. Neben einer Schmalspurbahn wurde auch der Entwurf einer Bahn von Boizenburg über Neuhaus nach Dömitz untersucht. 1908 wurde dann eine Streckenführung von Brahlstorf über Preten und Dellien nach Neuhaus favorisiert, die eventuell bis nach Kaarßen hätte verlängert werden können. Im Dezember 1910 wurde die Kleinbahn Neuhaus-Brahlstorf GmbH gegründet, je ein Drittel des Gesellschaftskapitals von 630.000 Mark übernahmen der preußische Staat, die Provinz Hannover und der Kreis Bleckede, denen Neuhaus verwaltungsmäßig unterstand. Im Frühling des Jahres 1911 wurde der Entwurf Brahlstorf–Neuhaus genehmigt, sodass unverzüglich mit den Bauarbeiten der 10,7 Kilometer langen Eisenbahnstrecke begonnen werden konnte. Die eigentlichen Bauarbeiten gestalteten sich kompliziert, da sich die Strecke zum Teil direkt im stark hochwassergefährdeten Gebiet der Elbe und Sude befand, zudem war der Untergrund moorig. Es wurde daher zwischen Brahlstorf und Preten ein durchschnittlich fast 3 m hoher Bahndamm aufgeschüttet, somit lag die Trasse höher als der Wasserstand beim Elbehochwasser 1888.

### Entwicklung bis zum Zweiten Weltkrieg
Nach der Fertigstellung im Frühjahr 1912 konnte die Strecke am 16. April 1912 eröffnet werden. Insgesamt wurden 12,2 km Gleis, 13 einfache und zwei Doppelkreuzungsweichen verbaut. Der Verkehr entwickelte sich anfangs positiv, die Haupttransportgüter waren landwirtschaftliche Erzeugnisse, Vieh und Holz aus den Wäldern um Neuhaus. Der Personenverkehr hingegen war stets unbedeutend. Nach dem Ersten Weltkrieg verschlechterte sich das Betriebsergebnis, so wurde 1922 der Zugverkehr stark eingeschränkt. Mit der Ruhrbesetzung brach auch noch der Versand von Grubenholz für die Bergwerke im Ruhrgebiet weg, so verkehrte im Frühjahr 1923 täglich nur noch ein Zugpaar und an Sonntagen ruhte der Betrieb ganz. Seit dem 1. Juni 1923 wurde die Bahn zusammen mit weiteren Bahnen im Landkreis Lüneburg und seinen Nachbarkreisen vom Landeskleinbahnamt Hannover betrieben. Ab 1924 besserte sich die wirtschaftliche Situation etwas, es wurden wieder mehr Züge gefahren, auch wurden die technischen Anlagen modernisiert und die Gleisanlagen instand gesetzt.
Seit der Weltwirtschaftskrise 1929 befand sich die Bahn endgültig in einer schlechten Situation, die Betriebsausgaben stiegen immer mehr, nennenswerte Einnahmesteigerungen fanden nicht statt. Zusätzlich gab es mit einer Buslinie direkte Konkurrenz im Personen- und Postverkehr. Die Zahl der Reisenden nahm weiter ab, auch Rationalisierungen wie der 1926 erfolgte Umbau einer Dampflok auf Einmannbetrieb verhinderten nicht die Einstellung des Personenverkehrs am 5. November 1934. Als Ersatz wurde eine Buslinie Brahlstorf–Neuhaus eingerichtet. Danach fand täglich nur noch eine Fahrt für den Güterverkehr statt, teilweise wurden in diesen Güterzügen aber auch Personen mitbefördert.
Der Oberbau wurde 1939 verstärkt, zugleich mit dem Beginn des Zweiten Weltkriegs wurde auch die Personenbeförderung wieder aufgenommen, da die Buslinie wegen der kriegsbedingten Treibstoffrationierung eingestellt wurde. In den Kursbüchern war die Strecke jedoch nicht mit aufgeführt. Den Krieg selbst überstand die Kleinbahn ohne Beschädigungen.

### Verstaatlichung und Ende

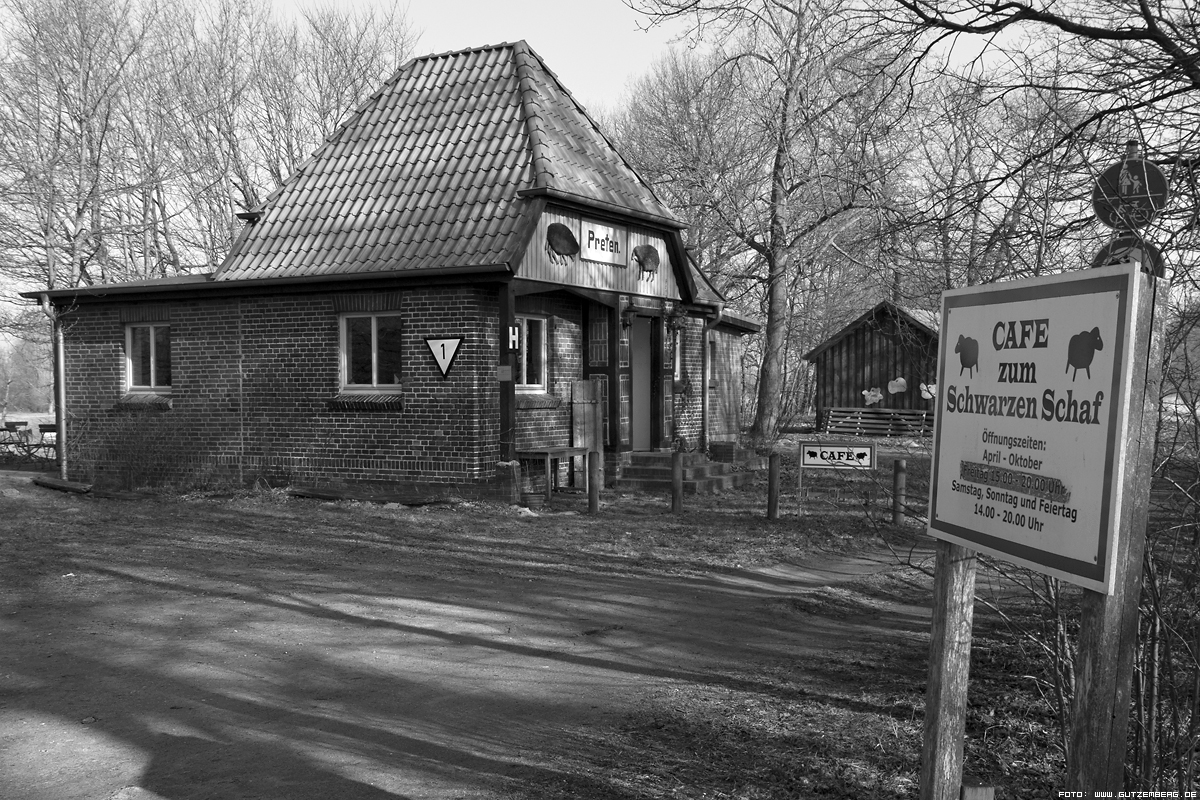
Heute ein Café: der ehemalige Haltepunkt in Preten

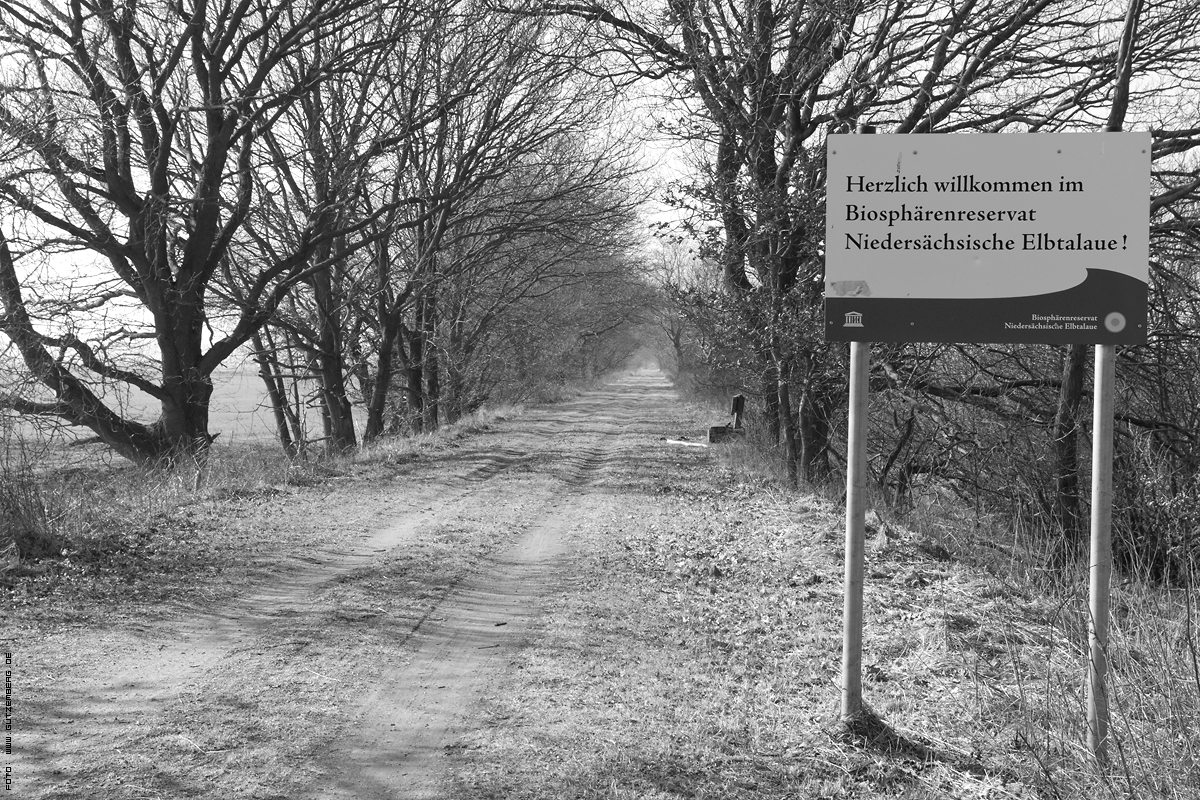
Auf Teilen des Bahndamms verläuft ein Wanderweg.

Nach Kriegsende wurde die Elbe zur Grenze zwischen beiden deutschen Staaten, Neuhaus lag nun auf dem Gebiet Mecklenburgs. Das Amt Neuhaus kam zum neugegründeten Land Mecklenburg-Vorpommern (von 1947 bis 1952 als Land Mecklenburg bezeichnet). Der Landkreis Hagenow übernahm am 28. April 1946 die Betriebsführung, die Kleinbahngesellschaft wurde damit de facto enteignet. (Die Kleinbahn Neuhaus-Brahlstorf GmbH existierte aber in der Bundesrepublik noch bis 1986 weiter, erst dann wurde sie aus dem Handelsregister gelöscht.) 1947 wurde der Bahnbetrieb an die landeseigenen Bahnen in Demmin übergeben. Wie alle nichtstaatlichen Eisenbahnen auf dem Gebiet der Sowjetischen Besatzungszone zu dieser Zeit, ging die Kleinbahn am 1. April 1949 in der Deutschen Reichsbahn auf. In den Kursbüchern war die Strecke erst wieder um das Jahr 1950 mit drei täglichen Zugpaaren verzeichnet.
Es setzte nochmals ein gewisser Aufschwung ein, als Ende der 1950er Jahre und Anfang der 1960er Jahre die Überflutungsgebiete meliorisiert wurden, da sich mit dem Bau der Staustufe Geesthacht die Hochwassersituation erneut verschärfte. Nun wurden neben Landwirtschaftserzeugnissen, Vieh, Brennstoffen auch in großem Umfang Baumaterial transportiert. Vereinzelt gab es zu dieser Zeit auch Kurswagen von und nach Schwerin. Da sich der Oberbauzustand immer weiter verschlechterte, erhöhten sich folglich die Fahrzeiten. Betrug diese 1948 noch 28 Minuten, so waren es in der zweiten Hälfte der 1960er Jahre 65 Minuten für die knapp 11 Kilometer. Da auch der Individualverkehr immer mehr an Bedeutung gewann, sank die Zahl der Fahrgäste. Nach einem Ausbau der Landstraße zum Brahlstorfer Bahnhof wurde daher am 29. September 1968 der Personenverkehr eingestellt. Fortan verkehrten zwischen Brahlstorf und Neuhaus Busse. Am 1. Juli 1970 wurde die Strecke zu einem Rangiergleis des Bahnhofs Brahlstorf. Mit Aufgabe des Güterverkehrs zum Jahresende 1972 war das Ende der ehemaligen Kleinbahn gekommen und die Strecke wurde anschließend von sowjetischen Soldaten abgebaut.

## Fahrzeugeinsatz
Neben einer dreiachsigen Dampflokomotive (ähnlich der Preußischen T 3), die 1923 an eine andere Eisenbahn abgegeben wurde, stand bei der Eröffnung 1912 auch eine zweiachsige Maschine zur Verfügung, die bis 1949 den Großteil der Züge bespannte. Nach 1949 kamen dann vor allem Dreikuppler von anderen verstaatlichen Privat- und Kleinbahnen zum Einsatz. Ab 1963 übernahm dann eine Diesellok der Baureihe V 15 die Beförderung der Züge, die nach der Einstellung des Personenverkehrs durch eine V 23 ersetzt wurde.